# 岡本忠清
岡本 忠清（おかもと ただきよ）は、江戸時代の武士。

## 略歴
下野国塩谷郡の武将岡本保忠の子として生まれる。
寛永20年（1643年）、父保忠が亡くなると、その翌年に泉騒動が勃発し宗家の岡本氏が改易され、領地を失い浪人となる。
忠清には2人の子がおり、この2人の子は、桑嶋姓を名乗って、それぞれ徳川綱重や徳川綱吉に仕えた。